# Gauß-Abbildung
In der Differentialgeometrie bildet die Gauß-Abbildung (benannt nach Carl F. Gauß) eine Fläche im euklidischen Raum {\displaystyle \mathbb {R} ^{3}} auf die Einheitssphäre {\displaystyle S^{2}} ab.
Gauß schrieb erstmals im Jahr 1825 über das Thema und veröffentlichte es 1827.

## Definition

Die Gauß-Abbildung verschiebt die Einheitsnormalen eines Flächenstücks an den festen Ursprung des umgebenden Raums.

Auf einer gegebenen orientierten Fläche {\displaystyle X\subset \mathbb {R} ^{3}} ist die Gauß-Abbildung eine stetige Abbildung {\displaystyle N\colon X\to S^{2}}, so dass {\displaystyle N(p)} ein zur Fläche {\displaystyle X} orthonormaler Einheitsvektor bei {\displaystyle p\in X}, nämlich der Normalenvektor an {\displaystyle X} bei {\displaystyle p}, ist.

## Eigenschaften
Die Gauß-Abbildung kann global, also für alle {\displaystyle p\in X}, nur genau dann definiert werden, wenn die Fläche orientierbar ist. Lokal, das heißt auf einem kleinen Stück der Oberfläche, kann sie immer definiert werden. Die Funktionaldeterminante der Gauß-Abbildung ist gleich der Gauß-Krümmung, und das Differential der Gauß-Abbildung wird Weingartenabbildung oder auch Form-Operator genannt.

## Verallgemeinerung
Analog zu obiger Definition kann die Gauß-Abbildung für n-dimensionale orientierte Hyperflächen im {\displaystyle \mathbb {R} ^{n+1}} definiert werden.

## Anwendung
In der Geodäsie, Vermessung und Kartografie spielt die Gauß-Abbildung eine wichtige Rolle beim Rechnen mit geographischen Längen und Breiten in geographischen Koordinaten:
Als Referenzfigur für die Ortsangabe auf der Erde (oder anderen Planeten) dient ein Referenzellipsoid wie zum Beispiel WGS84 oder GRS80.
Geographische Länge und Breite sind nicht etwa zentrische Winkel wie bei Kugelkoordinaten, sondern geben die Richtungsstellung des äußeren Normalvektors an das Referenzellipsoid an. Dadurch wird eine Abbildung vom Referenzellipsoid auf die 2-dimensionale Sphäre mittels gleicher äußerer Normalen definiert: Das ist genau die Gauß-Abbildung, angegeben in geographischen Längen- und Breitengraden.